# Desisopsis maculata
Desisopsis maculata là một loài bọ cánh cứng trong họ Cerambycidae.